# Phapitreron cinereiceps
Phapitreron cinereiceps é uma espécie de ave da família Columbidae.
É endémica das Filipinas.
Os seus habitats naturais são: florestas subtropicais ou tropicais húmidas de baixa altitude e florestas de mangal tropicais ou subtropicais.
Está ameaçada por perda de habitat.